# Gulf Park Estates
Gulf Park Estates és una concentració de població designada pel cens dels Estats Units a l'estat de Mississipi. Segons el cens del 2000 tenia 4.272 habitants.

## Demografia
Segons el cens del 2000, Gulf Park Estates tenia 4.272 habitants, 1.537 habitatges, i 1.188 famílies. La densitat de població era de 622,4 habitants per km².
Dels 1.537 habitatges en un 44,4% hi vivien nens de menys de 18 anys, en un 62,6% hi vivien parelles casades, en un 10,5% dones solteres, i en un 22,7% no eren unitats familiars. En el 17% dels habitatges hi vivien persones soles el 2,7% de les quals corresponia a persones de 65 anys o més que vivien soles. El nombre mitjà de persones vivint en cada habitatge era de 2,78 i el nombre mitjà de persones que vivien en cada família era de 3,14.
Per edats la població es repartia de la següent manera: un 30,2% tenia menys de 18 anys, un 8% entre 18 i 24, un 36,4% entre 25 i 44, un 19,7% de 45 a 60 i un 5,8% 65 anys o més.
L'edat mediana era de 34 anys. Per cada 100 dones de 18 o més anys hi havia 97,1 homes.
La renda mediana per habitatge era de 47.647 $ i la renda mediana per família de 49.211 $. Els homes tenien una renda mediana de 32.138 $ mentre que les dones 26.503 $. La renda per capita de la població era de 17.978 $. Entorn del 6% de les famílies i el 6,7% de la població estaven per davall del llindar de pobresa.

## Poblacions més properes
El següent diagrama mostra les poblacions més properes.